# Ocotea curucutuensis
Ocotea curucutuensis là loài thực vật có hoa trong họ Nguyệt quế. Loài này được Baitello mô tả khoa học đầu tiên năm 2001.